# Бижагош
Бижагош или Бисагуш (на португалски: Bijagós Archipelago, на английски: Bissagos Islands) са група от 18 големи и множество малки ниски острови (общо 88) в Атлантическия океан, край западното крайбрежие на Африка, принадлежащи на Гвинея-Бисау. Най-големите са: Формоза (140 km), Каравела (126 km), Орангу (123 km), Роша 111 km), Онгозиньо (107 km), Уно (104 km). На север, североизток и изток протоците Жеба, Болама и Канябаке ги отделят от континента.
Обща площ 2624 km². През 2009 г. населението е наброявало 34 500 души.
Релефът е равнинен с максимална височина 26 m на островите Каравела и Роша. Покрити са с гъсти тропически гори. През 1996 г. цялата група острови е обявена от ЮНЕСКО за биосферен резерват.
Основни поминъци на на Бижагош са отглеждането на маслена палма и ориз и местният риболов. Красивите и чисти плажове по крайбрежието привличат много туристи.